# Barbara Liskov
Barbara Liskov, född den 7 november 1939 som Barbara Jane Huberman, är en amerikansk datavetare. Liskov är även professor vid Massachusetts Institute of Technology och Ford Professor i industriell utveckling på School of Engineering's elektroteknik och datavetenskap institutionen. Hon var en av de första kvinnorna att beviljas en doktorsexamen i datavetenskap i USA, mottog Turingpriset år 2008 och är känd för att ha utvecklat Liskovs substitutionsprincip (LSP).

## Tidigt liv och utbildning
Liskov föddes den 7 november 1939 i Los Angeles, Kalifornien. Liskov är den äldsta av Jane (född Dickhoff) och Moses Hubermans fyra barn. Hon tog sin kandidatexamen i matematik med tillvalsämnen i fysik vid University of California, Berkeley 1961. Hon och en annan kvinna var de enda kvinnliga studenterna på hennes kurser. Efter sin examen ansökte hon till en masterutbildning i matematik på universiteten Berkeley och Princeton. Dock antog inte Princeton kvinnliga studenter i matematik på den tiden. Hon antogs till Berkeley men istället för att fortsätta studera flyttade hon till Boston. I Boston började hon arbeta på Mitre Corporation. Det var där som hon blev intresserad av datorer och programmering. Hon arbetade på Mitre ett år innan hon tog ett programmeringsjobb på Harvard där hon arbetade med översättning.
Sedan bestämde hon sig för att börja studera igen och sökte återigen till Berkeley, men även till Stanford och Harvard. Liskov var en av de första kvinnor i USA att tilldelas en doktorandexamen från avdelningen för datavetenskap från Stanford University. Vid Stanford arbetade hon med John McCarthy och arbetade inom artificiell intelligens. Hennes avhandling handlade om ett datorprogram för att spela slutspel i schack.

## Karriär
Efter sin examen från Stanford, återvände Liskov till Mitre för att arbeta som forskare.[källa behövs]
Liskov har varit ledare till många viktiga projekt, bland annat Venus operativsystem, ett mindre, lågkostnads och interaktivt tidsindelande system. Hon var även ledare för utformningen och genomförandet av CLU; Argus, det första på hög-nivå språket för att stödja genomförandet av distribuerade program och för att visa tekniken promise pipelining, och Thor, ett objektorienterad databas system. Tillsammans med Jeannette Wing har hon utvecklat en särskild definition av subtyping, allmänt känd som Liskovs substitutionsprincip. Hon leder Programming Methodlogy Group vid MIT, med forskning som nuvarande fokuserar på bysantinsk feltolerans och distribuerad databehandling.

## Erkännande och utmärkelser
Liskov är medlem i National Academy of Engineering, National Academy of Sciences, American Academy of Arts and Sciences och Association for Computing Machinery (ACM). År 2002 erkändes hon som en av de främsta kvinnliga fakultetsmedlemmarna på MIT, och bland de 50 bästa fakultetsmedlemmarna i naturvetenskap i USA.
År 2004 vann Barbara Liskov John von Neumann-medaljen för "fundamental contributions to programming languages, programming methodology, and distributed systems". Barbara Liskov och Donald Knuth tilldelades titeln ETH Honorary Doctorates den 19 november 2005. Liskov och Knuth var också med i ETH Zürich Distinguished Colloquium Series.
Liskov fick 2008 Turing Award från ACM, i mars 2009, för hennes arbete i utformningen av programmeringsspråk och mjukvarumetodik som lett till utvecklingen av objektorienterad programmering. Specifikt har Liskov utvecklat två programmeringsspråk, CLU under 1970-talet och Argus under 1980-talet. ACM citerade hennes bidrag till de praktiska och teoretiska grunderna för "programming language and system design, especially related to data abstraction, fault tolerance, and distributed computing". Under 2012 blev hon invald i amerikanska National Inventors Hall of Fame.
Barbara Liskov är författare till tre böcker och över hundra tekniska artiklar.

## Privatliv
1970 gifte hon sig med Nathan Liskov. Deras son, Moses Liskov, föddes 1975.